# Малі Бобрики
Малі Бобрики (рос. Малые Бобрики) — присілок у Глазуновському районі Орловської області Російської Федерації.
Населення становить 40 осіб. Входить до муніципального утворення Сеньковське сільське поселення.

## Історія
Населений пункт розташований у межах Чорнозем'я. 13 червня 1934 року після ліквідації Центрально-Чорноземної області населений пункт увійшов до складу новоствореної Курської області.
З 27 вересня 1937 року район у складі новоствореної Орловської області.
Від 2013 року входить до муніципального утворення Сеньковське сільське поселення.

## Населення
1. Н/Д[2]